# Ulrich Ottmar
Ulrich Ottmar ist ein ehemaliger deutscher Basketball-Nationalspieler.

## Laufbahn
Ottmar gehört zur Mannschaft des USC Heidelberg, die 1957 den ersten deutschen Meistertitel der Vereinsgeschichte gewann. Der Innenspieler errang mit dem USC 1958, 1959 und 1960 ebenfalls die deutsche Meisterschaft. 1960 verließ er Heidelberg und wechselte zum SSV Hagen, für den er ein Jahr lang, in der Saison 1960/61 nämlich, auflief.
Für die bundesdeutsche Nationalmannschaft lief Ottmar unter anderem 1957 in der Ausscheidungsrunde für die Europameisterschaften auf.